# サアド・アブドゥルマジード・アル＝ファイサル・アッ＝ティクリーティー
サアド・アブドゥルマジード・アル＝ファイサル・アッ＝ティクリーティー（アラビア語: سعد عبد المجيد الفيصل التكريتي、Sa'd Abd al-Majid al-Faysal al-tikriti、1944年-）は、イラクの元外交官、バアス党幹部。ティクリート出身。
サッダーム・フセインと同じティクリート出身で、国家安全保障担当外務次官を勤めた後に2003年まで、故郷サラーフッディーン県のバアス党支部長に任命された。 しかし、サッダーム政権崩壊後の2003年5月24日、アメリカ軍によって拘束された。 
バグダードの病院で働いている息子のムハンマド・サアド・アブドゥルマジード医師によると、サアド・アブドゥルマジードは米軍による拘置下において、気絶するまで手錠を掛けられた状態で独房の天井に吊るされたり、取調べを受ける際に目隠しをされ、隣の独房から聞こえる悲鳴を聞かされたりと精神的な拷問を受けたと主張している。
2006年2月23日、イブラーヒーム・アル＝ジャアファリー政権下で行われた恩赦により出獄。釈放後は第三国に移住したと見られる。